# ルアンパバーン・スタジアム
ルアンパバーン・スタジアム（英語: Luang Prabang Stadium）は、ラオス・ルアンパバーン郡に所在する多目的スタジアムである。

## 概要
主にサッカーの試合で用いられ、ルアンパバーンを本拠地とするサッカークラブのホームゲームに用いられる。また、陸上競技、式典、コンサート等でも使用されることがある。収容人数は2万人である。